# Fredrika Runeberg-stipendiet

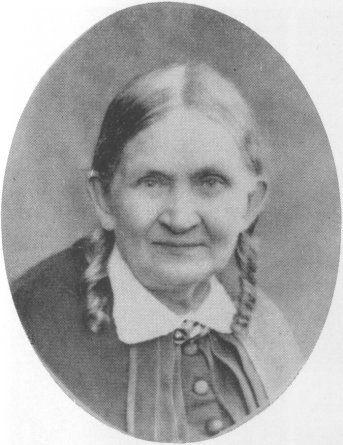
Fredrika Runeberg.

Fredrika Runeberg-stipendiet  är ett finlandssvenskt pris som årligen utdelas till förtjänta personer för ”samhällsmoderliga insatser” i Fredrika Runebergs anda.
Fredrika Runeberg-stipendiet kan inte sökas, utan mottagaren utses av en stipendiekommitté bestående av representanter för Svenska Kvinnoförbundet, Finlands svenska Marthaförbund, Svenska folkskolans vänner och Svenska kulturfonden. Stipendiet instiftades år 1986 av Karin Allardt Ekelund till minne av Fredrika Runeberg och hennes samhällsmoderlighet. Det utdelas årligen på Fredrika Runebergs födelsedag, den 2 september.

## Fredrika Runeberg-stipendiater
- 1987 Gisela Gästrin
- 1988 Siv Their
- 1989 Ann-Charlotte Elo
- 1990 Paula Wilson
- 1991 Birgitta Vikström
- 1992 Yvonne Hoffman
- 1993 Ann-Mari Häggman
- 1994 Ebba Jacobsson
- 1995 Merete Mazzarella
- 1996 Elisabeth Rehn
- 1997 Marianne Ivars
- 1998 Birgitta Boucht
- 1999 Nytte Ekman
- 2000 Kristina och Fjalar Holmqvist
- 2001 Märta Tikkanen
- 2002 Astrid Segersven
- 2003 Elsa Westerholm
- 2004 Mirjam Kalland
- 2005 Marianne Käcko
- 2006 Eva Biaudet
- 2007 Maria Sundblom
- 2008 Elly Sigfrids
- 2009 Christina Lång
- 2010 Gun Oker-Blom
- 2011 Astrid Thors[3]
- 2012 Hilkka Olkinuora
- 2013 Anne Salovaara-Kero
- 2014 Gunvor Brettschneider[4]
- 2015 Jeanette Björkqvist[5]
- 2016 Heidi Lunabba[6]
- 2017 Laura Londén
- 2018 Astra (tidskrift)
- 2019 Christina Gestrin[7]
- 2020 Sjuksköterskeföreningen i Finland[8]
- 2021 Krisjouren för unga vid Helsingfors Mission[9]
- 2022 Gunilla Luther-Lindqvist

## Fotnoter
1. ↑  Fredrika Runeberg-stipendiet i Uppslagsverket Finland (webbupplaga, 2012). CC-BY-SA 4.0
2. ↑  Ahlnäs B. Fredrikastipendiet initierades av Karin Allardt Ekelund. Svenskbygden 4/2010 (89 årg.) sid. 9–11.
3. ↑  Astrid Thors är årets Fredrika. Arkiverad 19 december 2011 hämtat från the Wayback Machine., HBL den 2 september 2011.
4. ↑  ”Fredrika Runeberg stipendiet – Svenska Kvinnoförbundet r.f.”. Kvinnoförbundet. Arkiverad från originalet den 2 februari 2016. https://archive.is/20160202154231/http://www.kvinnoforbundet.fi/sve/evenemang/fredrika_runeberg/. Läst 2 februari 2016.
5. ↑  ”Jeanette Björkqvist får Fredrika Runeberg-stipendiet”. Svenska YLE. http://svenska.yle.fi/artikel/2015/09/02/jeanette-bjorkqvist-far-fredrika-runeberg-stipendiet. Läst 2 februari 2016.
6. ↑  Katarina Katienkvist (16 september 2016). ”Bildkonstnären Heidi Lunabba får Fredrikastipendiet”. YLE Nyheter. https://svenska.yle.fi/artikel/2016/09/02/bildkonstnaren-heidi-lunabba-far-fredrikastipendiet. Läst 28 juli 2017.
7. ↑  ”Christina Gestrin är årets Fredrika – belönas för sitt miljöengagemang”. Svenska YLE. https://svenska.yle.fi/artikel/2019/09/02/christina-gestrin-ar-arets-fredrika-belonas-for-sitt-miljoengagemang. Läst 2 september 2020.
8. ↑  ”Sjukskötarna är årets Fredrikor: ’Tacket går till alla sjukskötare för deras fina jobb’”. Svenska YLE. https://svenska.yle.fi/artikel/2020/09/02/sjukskotarna-ar-arets-fredrikor-tacket-gar-till-alla-sjukskotare-for-deras-fina. Läst 2 september 2020.
9. ↑  ”Fredrika Runeberg-stipendiet till Krisjouren för unga”. Svenska YLE. https://nya.svenska.yle.fi/a/7-10005293. Läst 3 september 2021.